# Lycosa rostrata
Lycosa rostrata là một loài nhện trong họ Lycosidae.
Loài này thuộc chi Lycosa. Lycosa rostrata được Pelegrin Franganillo-Balboa miêu tả năm 1930.